# Фримен, Эдуард
Эдуард Фримен (англ. Edward Augustus Freeman; 1823—1892) — известный английский историк. Профессор новой истории Оксфордского университета (с 1884). По политическим воззрениям либерал. Один из ведущих представителей политического направления в английской историографии, сводившего задачи исторической науки главным образом к изучению политической истории. Сотрудничал с «Субботним обозрением».

## Научные достижения
Сочинения Фримана обнаруживают большое трудолюбие и большое разнообразие учёного интереса. Их общее достоинство — необыкновенная ясность изложения, умение искусно группировать факты и руководящие идеи. Этим объясняется популярность Фримана. И как аналитик, и как теоретик Фримен новых путей не прокладывал, но всё, что им написано, дельно и увлекательно. Это свойства не столько учёного, сколько профессора. Профессором и был Фримен прежде всего. 

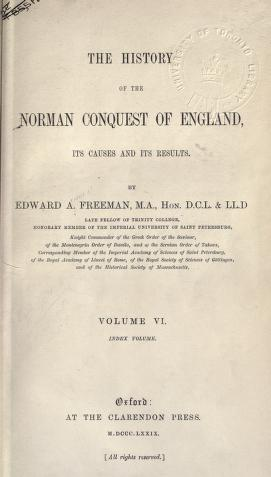
Фриман, Э. История Норманнского завоевания. Т. 6

Во главе его крупных исследований стоит «История норманнского завоевания» с примыкающей к ней «Историей Вильгельма Рыжего». Здесь впервые с полной ясностью доказаны были увлечения и ошибки О. Тьерри и дан достоверный, основанный на первоисточниках рассказ. «Историческая география Европы» является первым и очень удачным опытом изложения всех главных территориальных изменений, происходивших в Европе, начиная с древности и кончая современной эпохой. «Общий очерк истории Европы» и «Главные периоды европейской истории» представляют собой краткие обзоры политической истории Европы, сделанные рукою мастера. «Развитие английской конституции» — едва ли не лучший из всех трудов Фримена. В небольшой книге он сжато и ясно изобразил процесс политического развития английского народа. Дополнением всех этих трудов являются его лекции об изучении и истории, в которых он в доступной форме набрасывает принципы исторической критики.
Взгляды Фримена на историю характеризуются определением: «История есть наука о человеке, как существе политическом». Он изучает факты европейской истории главным образом с политической точки зрения. Некоторая односторонность, получаемая при этом, искупается достоинствами его трудов. Но односторонность не единственный недостаток Фримена как историка. Фримен — писатель увлекающийся; в родной старине он находит столько лиц и фактов, вызывающих его восторг, что порой приходится пробегать целые страницы исторической лирики. Поэтому у него нередки серьёзные недоразумения; он иногда часто мало справляется с источниками и сообщает факты, которые в них прямо не засвидетельствованы. В этом отношении он очень далек от немецкой исторической школы, воспитавшейся на заветах Ранке, с которой его сближает одностороннее политическое понимание исторического процесса. Особняком стоит «Сравнительная политика» Фримена: он воспользовался здесь методом, разработанным до него Мэном, и дал хороший опыт приложения сравнительного метода к сфере исторических фактов.

## Главные труды
- „History of the Norman conquest of England, its causes and its results“ (1867—79);
- „Growth of English constitution“ (1872; есть русский перевод);
- „General sketch of European history“ (1872, id.);
- „Comparative politics“ (1873, id.);
- „The Ottoman power in Europe, its nature, its growth and its decline“ (1877);
- „The historical geography of Europe“ («Историческая география Европы» (т. 1—2, 1881—82, рус. пер. 1892);[5]
- „The reign of William Rufus and the accession of Henri I“ (рус. пер.
- 1882);
- „Methods of historical study“ («Методы изучения истории» (1886, рус. пер. 1893);
- „Chief periods of European history“ (1887, id.);
- „The history of Sicily“ (1891—94).